# Bud Greenspan
Jonah J. "Bud" Greenspan (Nova Iorque, 18 de setembro de 1926 – Nova Iorque, 25 de dezembro de 2010) foi um diretor, escritor e produtor documentarista estadunidense.
A carreira de Bud Greenspan começou a despontar quando realizou um documentário, em 1964, de Jesse Owens. Este filme fez parte de uma série de outros dedicados aos jogos Olímpicos de verão e inverno durante os últimos 60 anos.
Faleceu, aos 84 anos de idade, devido às complicações do Mal de Parkinson.